# BAE BAE
〈BAE BAE〉는 대한민국의 음악 그룹 빅뱅의 노래이다. 이 노래는 2015년 5월 1일, YG 엔터테인먼트를 통해 디지털 음원으로 발매되었다. MADE 시리즈의 M의 두 번째 싱글이다. BAE BAE의 뜻은 "Before Anyone Else"의 줄임말로 사랑하는 사람을 부르는 애칭 중 하나로 "누구보다 최우선적인 사람"이라는 뜻을 가지고 있다.

## 배경
2015년 4월 29일, YG 엔터테인먼트는 YG공식블로그를 통해 전날 "Loser"에 이어 MADE 시리즈의 M의 또 다른 신곡 "BAE BAE"의 티저 포스터를 공개했다.

## 차트 성적
"BAE BAE"는 발매 2일 차 217,594 디지털 카피를 판매해 가온 디지털 차트 2위를 차지했다. 스트리밍 차트에서는 15위를 기록했다. 2주차, 이 노래는 178,764 디지털 카피를 판매해 디지털 차트 2위, 스트리밍 차트 2위와 다운로드 차트 2위를 기록했다. "BAE BAE"는 두달 동안 828,966 디지털 카피를 판매하였다. 2015년 8월 13일, 100만 디지털 카피를 돌파하였다.
미국 빌보드 월드 디지털 송 차트에서 "Loser"에 이어 2위를 기록하였다. 빌보드에 따르면, 이 뮤직 비디오는 미국(5월)에서 이틀동안 가장 많이 시청한 K-Pop 뮤직 비디오 중에서 4위를 기록했다고 보도하였다.

## 뮤직 비디오
"BAE BAE"의 뮤직 비디오는 빅뱅의 이전 "Fantastic Baby"를 연출한 서현승 감독이 맡았다. 이 뮤직 비디오는 공개된 직후부터 19금 콘셉트로 화제를 모았으며, 빌보드는 지금까지의 K-Pop 남자 그룹 중에서도 가장 성적인(sexual) 뮤직 비디오라고 언급하였다.
퓨즈TV는 뮤직 비디오의 비쥬얼과 패션에 칭찬을 하며, 그들에 대해 감정적인 보이밴드 멜로디와 나쁜 보이 힙합이 혼합 된 "엄청난 비쥬얼"이라고 언급했다.

## 안무
해당 곡의 안무 가운데, 한 사람이 다른 사람의 앞쪽에서 흐느적거리는 안무인 일명 '찹쌀떡 안무'라고도 하는 춤이 있는데, 이 안무는 MBC 예능 프로그램 《무한도전》 262회 ‘우천시 취소 특집’ 1부에서 박명수와 정준하가 선보였던 '불장난 댄스'를 보고서 영감을 받아 만들게 되었다고 2015년 5월 KBS2 《해피투게더》 '빅뱅특집' 에피소드에서 지드래곤이 얘기한 바 있다.

## 차트
| 차트 (2015)                       | 최고 순위 |
| --------------------------------- | --------- |
| 대한민국 (가온 주간 싱글 차트)    | 2         |
| 대한민국 (가온 월간 싱글 차트)    | 2         |
| 대한민국 (가온 연간 싱글 차트)    | 6         |
| 미국 월드 디지털 송 차트 (빌보드) | 2         |

판매량
| 차트                       | 판매량    |
| -------------------------- | --------- |
| 대한민국 가온 디지털 차트  | 1,334,919 |
| 빌보드 월드 디지털 송 차트 | 8,000     |

## 발매일
| 국가     | 날짜            | 포맷            | 레이블                   |
| -------- | --------------- | --------------- | ------------------------ |
| 대한민국 | 2015년 5월 1일  | 디지털 다운로드 | YG 엔터테인먼트, KT 뮤직 |
| 세계     | 2015년 5월 1일  | 디지털 다운로드 | YG 엔터테인먼트, KT 뮤직 |
| 일본     | 2015년 5월 27일 | 디지털 다운로드 | YG 엔터테인먼트, YGEX    |